# El alquimista: los secretos del inmortal Nicolas Flamel
El alquimista: los secretos del inmortal Nicolás Flamel (en inglés: The Alchemyst: The Secrets of the Immortal Nicholas Flamel) es una novela literaria de fantasía y la primera parte del libro dividido en seis tomos de la saga The Secrets of the Immortal Nicholas Flamel.  La novela está escrita por Michael Scott y fue publicada en mayo de 2007. El libro ha sido traducido a veinte idiomas y está a la venta en 37 países.

## Personaje principal
El título de la novela se refiere a Nicolás Flamel, un escribano francés y vendedor de manuscritos también conocido por su trabajo como alquimista y por su investigación de la piedra filosofal.

## Resumen
Sophie y Josh Newman son dos mellizos de 15 años que durante el verano trabajan en San Francisco hasta que un día un misterioso hombre que se hace llamar John Dee el cual busca por una librería un antiguo libro llamado el codex ante la mirada de Nick y Perry Fleming, los propietarios del local. Pronto, Sophie y Josh descubren que Nick no es un vendedor cualquiera, sino el alquimista Nicolás Flamel, el cual sigue vivo gracias a la piedra filosofal. Dee, empeñado en hacerse con el libro,ataca a los mellizos y a Nick Fleming con magia, pero Dee finalmente se lleva el libro, con excepción de dos páginas cruciales que Josh logró salvar. Por esto, sin la piedra filosofal (incluida entre las páginas del Códex), los Flamel podrían morir en un mes a lo sumo; por otro lado, Dee pretende traer de vuelta al mundo a los malvados Oscuros Inmemoriales y conquistarlo para después volver a la era en la que la humanidad era esclava.
Sin más demora, los gemelos Newman y los Flamel tratarán de recuperar el libro con la ayuda de Scathach: una guerrera antigua de la Última Generación de los Inmemoriales.
A lo largo del libro también se nos presentan otros personajes importantes. Todos los personajes de la saga a excepción de los mellizos Newman son ya sea personajes mitológicos o personajes históricos.

## Audiolibro
El alquimista está disponible desde el 22 de mayo de 2007 en formato de audiolibro por la editorial Listening Library y narrado por Denis O'Hare con los números de ISBN [de Reino Unido y Estados Unidos:] ISBN 0-7393-5032-3, ISBN 978-0-7393-5032-4

## Nominaciones
- Libro irlandés del año – 2008[5]
- Kentucky Bluegrass Book Award[6]
- Rhode Island Teen Book Award – 2008 (premiado)[7]
- Bisto Book of the Year Award – 2008[8]
- CBI Shadowing Award – 2008[9]
- Maine Student Book Award – (décimo puesto)[10]
- Nevada Young Readers Award[11]
- NCSLMA YA Book Award – 2010[12]

## Juego en línea
Random House lanzó un juego en línea llamado The Codex Master. La dinámica del mismo es descifrar un código secreto mediante varias secuencias de colores y con la lógica. Dependiendo de si el jugador ha acertado, se iluminará el código.

## Adaptación cinematográfica
Las productoras New Line Cinema y Mark Burnett Productions se interesaron por realizar una adaptación a la gran pantalla sobre el libro. En la actualidad, el proyecto está en preproducción. Según The Hollywood Reporter, el guionista Eric Bress, conocido por sus trabajos en series televisivas como Kyle XY, fue contratado para desarrollar el guion mientras que Mark Burnett sería el productor.
En noviembre de 2009, Variety Magazine anunció que Lorenzo Di Bonaventura dirigiría la película tras hacerse con los derechos.

Tengo noticias prometedoras sobre la película de Flamel. Se supone que la película iba a ser producida por New Line, pero tras la compra por parte de la Warner, vuelvo a tener los derechos. Hay un gran interés porque Di Bonaventura colabore en la producción. Ahora, el próximo paso a seguir es el de encontrar un guionista, ya que no voy a hacerlo, puesto que tengo tres libros que hacer.
Michael Scott

El 20 de junio de 2012 se confirmó que la productora australiana AMPCO Films estaría interesada en el filme y que Scott sería finalmente el guionista. La producción tendrá lugar a primeros de 2013 en Australia y Nueva Zelanda.

## Cronología de la serie
Por orden de publicación:
- El alquimista: los secretos del inmortal Nicolas Flamel
- El Mago: Los secretos del inmortal Nicolas Flamel
- La Hechicera: Los secretos del inmortal Nicolas Flamel
- El Nigromante: Los secretos del inmortal Nicolas Flamel
- El Brujo: Los secretos del inmortal Nicolas Flamel
- La Encantadora: Los secretos del inmortal Nicolas Flamel